# Alain Aspect
Alain Aspect (ur. 15 czerwca 1947 w Agen) – francuski fizyk, absolwent École Normale Supérieure de Cachan we Francji. Wykonał i rozwinął eksperyment testujący teorię parametrów ukrytych. Laureat Nagrody Nobla w dziedzinie fizyki za 2022 rok, razem z Johnem Clauserem i Antonem Zeilingerem.
Aspect do 1994 roku był zastępcą dyrektora Instytutu Optyki Teoretycznej i Stosowanej (SupOptique) w Palaiseau, zaliczanego do Grandes écoles. Jest członkiem Francuskiej Akademii Nauk i Francuskiej Akademii Technologii oraz profesorem École Polytechnique w Paryżu.